# Оттон I (герцог Померании)

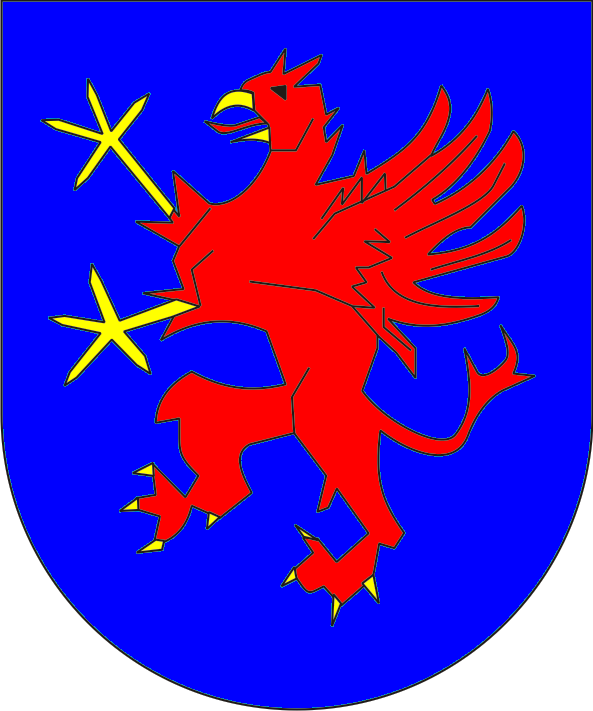
Герб герцогства Померания-Щецин

Оттон I (нем. Otto I.; 1279 — 30 или 31 декабря 1344) — герцог Померании из династии Грифичей (Грейфен). Правил с 1295 года в Штеттине (Щецине), с 1320 года — совместно с сыном Барнимом III.

## Биография
Оттон I был младшим сыном герцога Барнима I и его третьей жены Мехтильды Бранденбургской. После смерти Барнима I главным его наследником стал сын от первой жены Богуслав IV, и Мехтильде пришлось отстаивать права своих детей Барнима II и Оттона I.
После того, как Барним II умер 28 мая 1295 года (возможно — насильственной смертью), Богуслав IV и Оттон I поделили Померанию между собой. Богуслав IV получил северную часть со столицей в Вольгасте, Оттон I — южную со столицей в Штеттине (Щецине). Это деление сохранялось до 1478 года, когда Богуслав X объединил в своих руках обе части герцогства.
В 1315 году маркграф Вальдемар Бранденбургский продал Оттону I землю Бернштайн, а позже заложил Шифельбайн и Драмбург.
После смерти в 1319—1320 годах маркграфов Бранденбурга Вальдемара и его сына Генриха II, померанские герцоги Богуслав IV и Оттон I присоединили к своим владениям большую часть Укермарка.
В связи со своим участием в многочисленных войнах в 1320 году Оттон I сделал своим соправителем сына — Барнима III.
В 1328 году император Людвиг IV признал суверенитет Померании, освободив её от ленной зависимости от Бранденбурга. За это Бранденбургу был возвращен Укермарк, хотя и за большой выкуп.
Герцог Оттон I умер 30 или 31 декабря 1344 года и был похоронен в Мариенкирхе (Штеттин).

## Семья и дети
Первым браком Оттон I женился в 1296 году на Катарине, дочери графа Герхарда II фон Гольштейн и Ингеборги Шведской. Катарина через несколько лет умерла, детей у них не было.
Второй женой Оттона была Елизавета, дочь шверинского графа Николая I. Дети:
- Барним III (до 1300—1368)
- Мехтильда (ум. 1331) — жена Иоганна III фон Верле